# پیتر بولو
پیتر بولو (انگلیسی: Peter Bullough; Q2 1865 – ۱۹۳۳ (۶۷−۶۸ سال)) بازیکن فوتبال اهل بریتانیا بود.
از باشگاه‌هایی که در آن بازی کرده‌است می‌توان به باشگاه فوتبال بولتون واندررز اشاره کرد.